# NGC 5538
NGC 5538 (również PGC 91351 lub PGC 51056) – galaktyka spiralna (Scd), znajdująca się w gwiazdozbiorze Wolarza. Odkrył ją 6 marca 1851 roku Bindon Stoney – asystent Williama Parsonsa. Jest to galaktyka z aktywnym jądrem typu LINER.